# مارك كوندراتوك
مارك فاليريفيتش كوندراتيوك ((بالروسية: Марк Валерьевич Кондратюк)‏، من مواليد 3 سبتمبر 2003) هو متزلج فني روسي. وهو حائز على الميدالية البرونزية في أولمبياد 2022 في حدث الفريق، في 29 يناير 2024 استبعدت محكمة التحكيم الرياضية فالييفا لمدة أربع سنوات بأثر رجعي حتى 25 ديسمبر 2021 بسبب انتهاك قواعد مكافحة المنشطات. في 30 يناير 2024، أعادت إيسو توزيع الميداليات لرفع مستوى الولايات المتحدة إلى الذهب واليابان إلى الفضة مع خفض مستوى لاعبي اللجنة الأولمبية الروسية إلى الميدالية البرونزية. هو أيضا بطل بطولة أوروبا للتزلج الفني 2022، وحاصل على ميداليتين في سلسلة التحدي وبطل البطل الوطني الروسي 2022.